# Associació per a la Recuperació de la Memòria Històrica

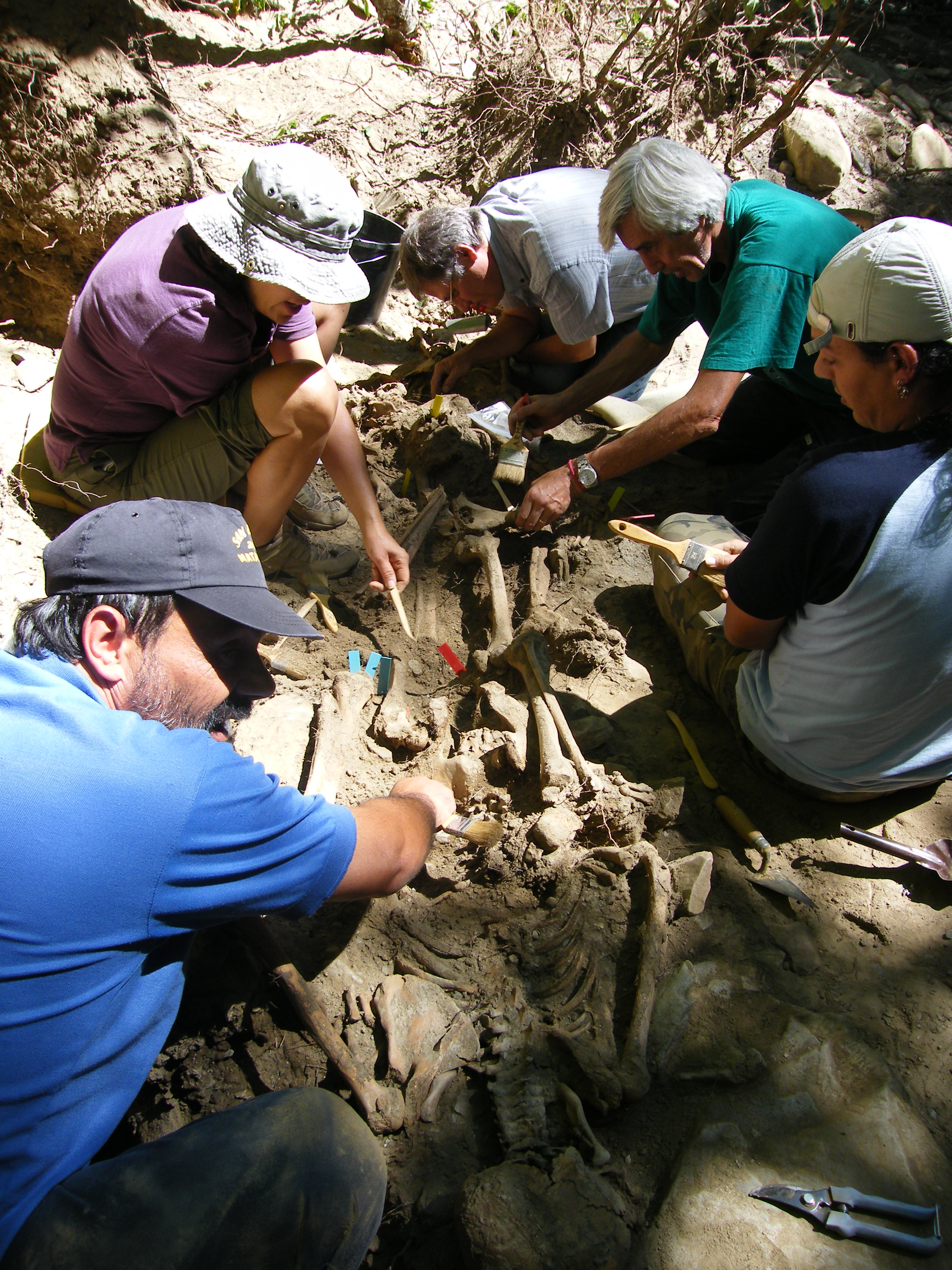
Exhumació, per part de l'Associació per a la Recuperació de la Memòria Històrica, d'una fossa de represaliats de la Guerra Civil a Tejedo del Sil (El Bierzo).

L'Associació per a la Recuperació de la Memòria Històrica, també coneguda per les seves sigles ARMH, és una associació espanyola constituïda al desembre de 2000. El seu objectiu principal és la localització de víctimes de la repressió durant la Guerra Civil Espanyola a la zona controlada pels revoltats. Entre les mateixes es troben persones que van ser assassinades, generalment per paramilitars de Falange, i els cossos de les quals, habitualment enterrats a fosses comunes, no van poder ser recuperats pels seus familiars.

## Origen de l'associació
L'origen de l'Associació fou l'exhumació d'una fosa l'octubre de 2000, a la localitat lleonesa de Priaranza del Bierzo. El seu fundador i un dels principals artífexs fou l'escriptor i periodista del Bierzo Santiago Macías, actualment, també (octubre de 2008), vicepresident de l'Associació. L'altre cofundador fou el també periodista Emilio Silva Barrera, net d'un dels assassinats a Priaranza, i president de l'Associació.
L'associació es troba organitzada en agrupacions territorials distribuïdes per províncies i comunitats autònomes.

## Llei de Memòria Històrica
L'embranzida definitiva a les activitats de l'associació es va produir el 31 d'octubre de 2007, amb l'entrada en vigor de la Llei de Memòria Històrica, que incloïa el reconeixement de totes les víctimes de la Guerra Civil, les víctimes de la dictadura, l'obertura de fosses comunes en les quals encara jaguessin restes de represaliats pels revoltats en la Guerra Civil, fins llavors realitzades per l'ARMH.
Després de denúncies presentades per l'ARMH al desembre de 2006, i després d'haver-se declarat competent per investigar als desapareguts del franquisme, el jutge de l'Audiència Nacional d'Espanya, Baltasar Garzón, va autoritzar l'exhumació de 19 fosses comunes, inclosa la del poeta Federico García Lorca, "més totes aquelles que puguin resultar". Posteriorment, Garzón va traslladar la investigació d'aquests enterraments als jutjats provincials de les províncies en què es trobessin les fosses.

## Investigacions i exhumacions
Des de la seva creació l'ARMH ha dut a terme nombroses excavacions de fosses comunes aconseguint identificar la majoria de les restes. Per comunitats autònomes, aquestes són algunes de les més importants:

### Andalusia

#### Huelva
A principis de novembre de 2008 es va dur a terme l'exhumació d'una fossa en el cementiri de la localitat de Calañas a la província de Huelva. Després de començar a exhumar una fossa de 1937, en la qual es van trobar les restes de 4 cossos sencers i parts d'altres dues, es van extreure d'un nínxol les restes d'altres 5 cossos, que probablement van ser dipositats allí el 1943 pels familiars d'un dels represaliats que en treure de la fossa les restes del seu parent (que podrien ser els de l'alcalde republicà d'El Cerro de Andévalo, Agustín González) els van treure juntament amb ell.

#### Màlaga
Durant els anys 2007 i 2008 es va dur a terme l'exhumació de la Fossa comuna del cementiri de San Rafael, a la ciutat de Màlaga, la més gran trobada fins avui. S'estima que conté les restes d'unes 4.000 persones, havent-se recuperat fins a agost de 2008 els de 2.200, amb un 20% de dones, algunes d'elles embarassades. A tota la província es comptabilitzen 82 fosses comunes, amb una estimació de 6.500 víctimes.

#### Altres
L'associació ha localitzat l'existència d'una important fossa al cementiri d'Almeria, 70 a la província de Còrdova, 47 a la de Granada (on destaquen les víctimes del cementiri de Granada i la situada a Órgiva, amb més de 2.000 cadàvers), 118 a la província de Huelva, a Jaén s'han localitzat un total de 26 fosses que alberguen unes 3.000 persones. A la província de Sevilla, amb les investigacions encara poc avançades, s'han detectat 60, però el treball és ingent. A la província de Cadis s'han comptabilitzat 106, destacant una a Jerez de la Frontera amb restes de més de 100 persones.

### Aragó

#### Osca
La fossa comuna d'Agüero va ser localitzada el 7 de juliol de 2007 a la localitat oscenca d'Agüero i, exhumada durant aquest any, albergava les restes de 12 veïns de Murillo de Gállego, inclosos l'alcalde i tres regidors assassinats el 1936.

#### Saragossa
A l'interior del cementiri d'Illueca (Saragossa), l'ARMH va finalitzar al novembre de 2007 els treballs d'exhumació de la fossa d'Illueca, on van aparèixer les restes de 18 veïns de Jarque, assassinats el 28 d'agost de 1936.

#### Terol
A la localitat de Singra (província de Terol) es va exhumar la fossa de Singra, on es van trobar les restes de 36 soldats de l'Exèrcit Popular Republicà que van morir el febrer de 1938, en els combats de la zona del riu Alfambra. Després de l'exhumació, es va esbrinar que les restes pertanyien a combatents de tots dos bàndols i es troben abandonats en les dependències de l'Ajuntament, ja que l'associació que va promoure l'exhumació no se'n fa càrrec al no ser les persones que buscaven.

### Astúries

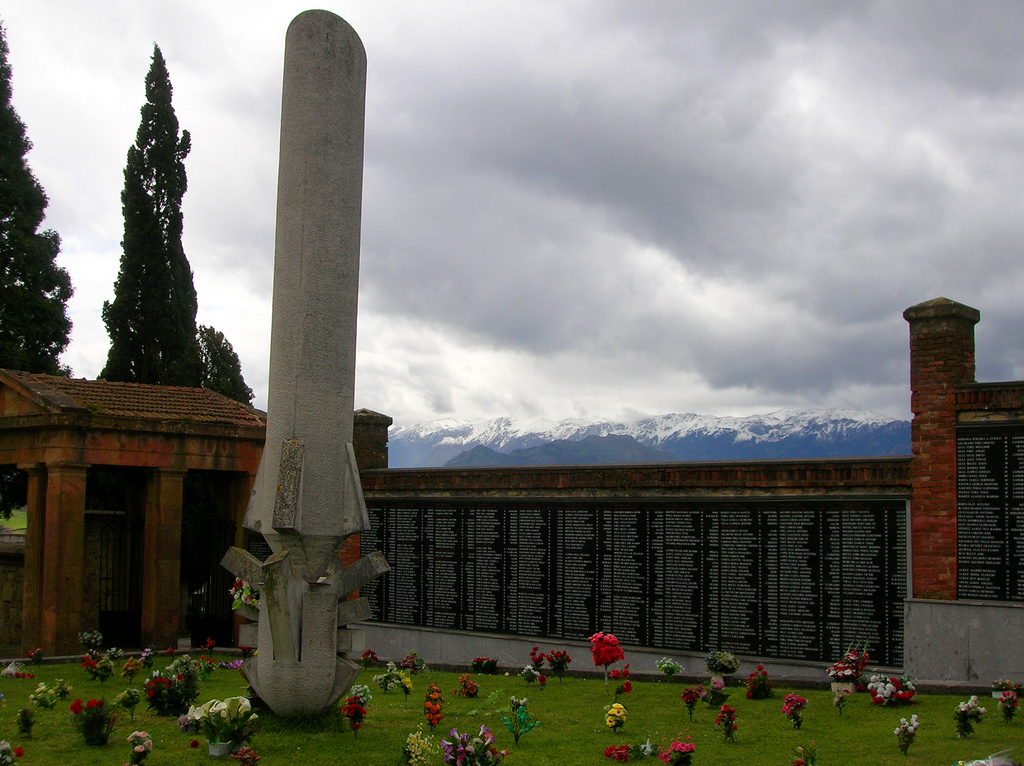
Monument i fossa comuna del cementiri d'Oviedo, on es troben uns 1.316 cadàvers identificats.

La Universitat d'Oviedo va concloure en 2007 un estudi en el qual localitzava 70 fosses comunes que alberguen una xifra propera a les 21.000 víctimes (10.000 pertanyents al mateix conflicte bèl·lic). Les més importants són la fossa d'Oviedo, amb les restes de 1.316 persones identificades, i la del cementiri de Gijón, amb unes altres 1.300. concejos com Quirós, Ayer i Ḷḷena presenten un elevadíssim nombre d'enterraments.

### Illes Balears
L'ARMH de Mallorca va sol·licitar autorització, a l'octubre de 2008, per a l'obertura de dues fosses comunes al municipi de Porreres, en una de les quals es creu que es troben les restes de 86 persones, i d'altres al municipi de Calvià, totes elles situades al costat dels cementiris d'aquestes localitats. Unes 2.000 persones foren assassinades per la repressió franquista a l'illa de Mallorca.
Al costat del cementiri de Palma, a la fossa comuna de Palma, hi ha les restes d'unes 500 persones, de les quals més de 200 no han pogut ser identificades.

### Illes Canàries
Experts en memòria històrica de les illes Canàries indiquen que en l'arxipèlag es van produir 1.000 assassinats a Tenerife, 20 a La Gomera, 50 a La Palma i uns 600 en Gran Canària. L'única exhumació practicada per l'ARMH a les illes ha estat a La Palma, on van ser extrets les restes de 13 veïns de Fuencaliente. Altres fosses comunes conegudes es troben a Las Cañadas del Teide i al costat del cementeri de La Laguna.

### Cantàbria
El principal jaciment és la fossa de Ciriego, localitzada a la zona de Ciriego, dins del terme municipal de Santander, on s'han identificat 850 de les 1.300 persones enterrades, afusellades en la Presó Provincial.

### Castella i Lleó
La seu de l'ARMH de Castella i Lleó es troba en Carrer Real, s/n. 2a Travessia San Cristobal de Valdueza (Lleó).

#### Burgos
La fossa comuna d'Estepar, situada a Estepar, prop de la ciutat de Burgos (Burgos). Conté les restes de diversos centenars de republicans assassinats al juliol i octubre de 1936. Es tractaven de presoners de la presó de Burgos a qui se'ls va donar "el passeig".
La fossa comuna de Villamayor, a Villamayor de los Montes (Burgos) contenia les restes de 46 republicans assassinats el 14 de setembre de 1936. Aquesta exhumació va ser objecte d'un reportatge fotogràfic titulat "Dark is the Room Where We Sleep", i exposada en el "International Center of Photography" de Nova York.
Fosses de La Andaya, a la forest de La Andaya, vora de Lerma (Burgos). Entre 2006 i 2007 s'obriren 4 fosses comunes amb restes de 85 republicans, entre ells l'alcalde i cinc regidors d'Aranda de Duero. Foren assassinats per les forces franquistes l'agost de 1936, durant la Guerra Civil Espanyola.
Endemés, a Burgos s'han fet exhumacions a Adrada de Haza, Altable, Aranda de Duero (Monte Costaján i La Lobera), Berlangas de Roa, Caleruega, Covarrubias, La Horra, Olmedillo de Roa, Sedano, Vadocondes (Barranco de Valladar), Valdenoceda, Villanueva de Odra i Villasana de Mena.
L'última exhumació duta a terme a Burgos per la Coordinadora Provincial per la Recuperació de la Memòria Històrica de Burgos ha estat la de Carcedo de Bureba, en la que s'exhumaren les restes de dues persones, treballadors del Santander - Mediterráneo a l'andana que es troba vora l'indret, on foren trobades les restes.

#### Lleó

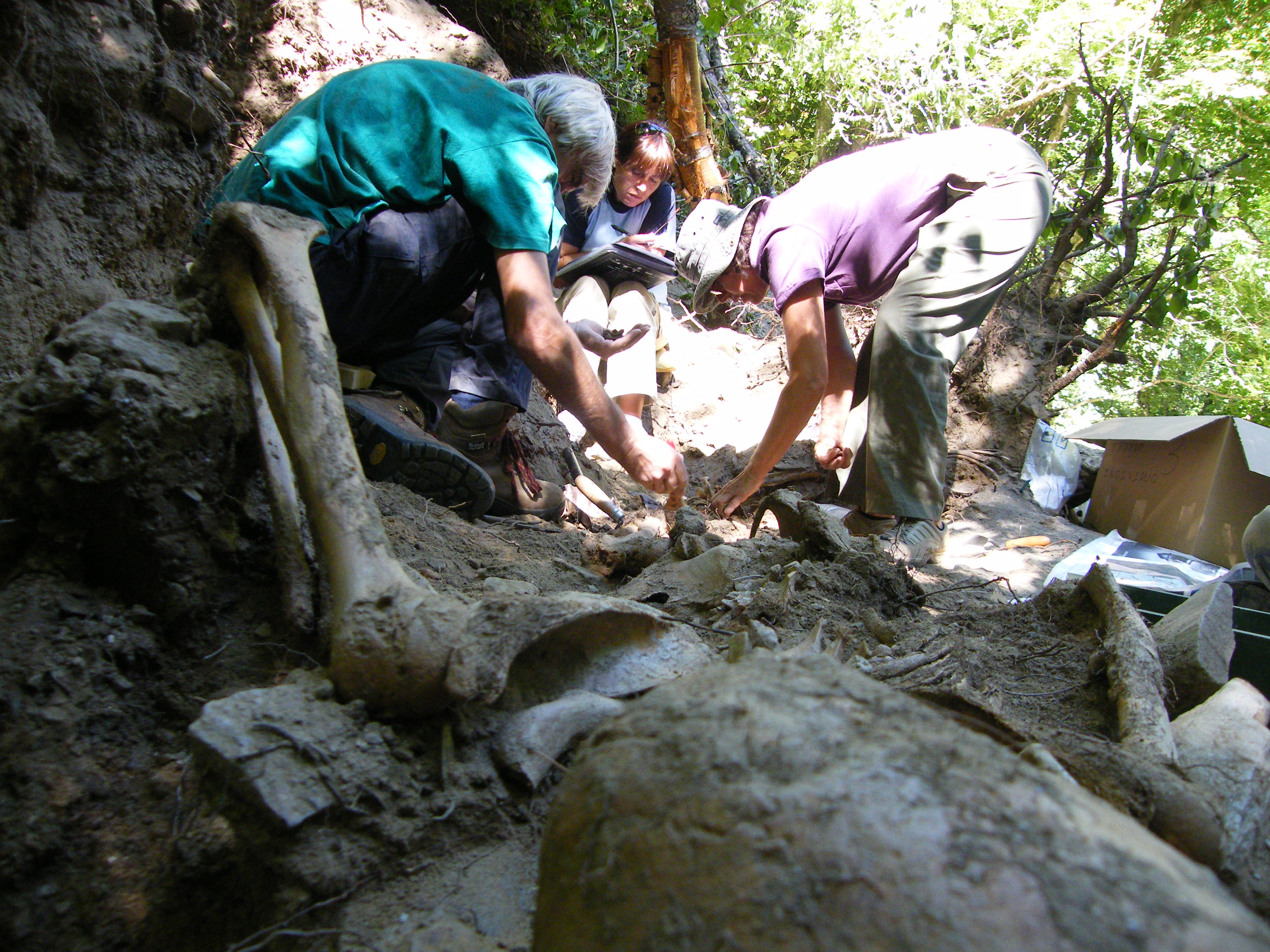
Exhumació, per part de l'Associació per a la Recuperació de la Memòria Històrica, d'una fossa de represaliats de la Guerra Civil a Balboa (El Bierzo).

A la fossa de Priaranza del Bierzo (El Bierzo) es van trobar les restes de 13 civils assassinats el 16 d'octubre de 1936. La fossa va ser oberta per desig de la família d'un dels assassinats, Emilio Silva Faba, de trobar les seues restes. Un grup d'arqueòlegs, antropòlegs físics i metges forenses va treballar en l'excavació, que va ser la primera d'aquestes característiques que van dur a terme experts arqueològics. Com a resultat, Emilio Silva Faba es va convertir uns mesos després en la primera víctima d'aqueixa guerra que ha sigut identificada mitjançant la prova d'ADN.
En l'anomenada fossa comuna de los Estudiantes, localitzada a la localitat lleonesa d'Izagre, van ser trobats al setembre de 2008 les restes d'11 estudiants de la Universitat de Lleó, afusellats l'agost de 1936.
La coneguda com a fossa de la corba de Magaz, a la rodalia de Magaz de Abajo (El Bierzo), es va exhumar a la fi de novembre de 2008. S'hi van trobar les restes de dos repressaliats (al principi es pensava que podrien ser tres). Després de la construcció de l'actual carretera va ser destruïda part d'una de les fosses perdent-se les restes que s'hi trobaven. Aquesta fossa es troba al marge esquerre de la carretera (direcció Oest), en el marge dret se sospita que puga trobar-se una altra fossa en la qual poden trobar-se 4 o 5 cossos més, però no poden exhumar-se ara com ara per la negativa del propietari del terreny (es troba en el jardí d'una casa). Mancant ser confirmades les seues identitats, se suposa que les restes eren d'oriünds del Valle del Oza i altres pobles propers. Es va determinar la identitat de deu dels represaliats, tractant-se de tres veïns de Sant Lorenzo del Bierzo; dos de Villanueva de Valdueza; dos de San Esteban de Valdueza; dos de Fuentesnuevas; i un de Valdefrancos de Valdueza. Alguns d'ells formaven part del ple de regidors de l'antic ajuntament (ja desaparegut com a tal, formant part ara del de Ponferrada) de Los Barrios.

#### Palència
A l'octubre de 2008, es va localitzar la fossa de Santoyo (Palència), que contenia les restes de 25 veïns de Torquemada, executats la nit del 8 d'octubre de 1936, entre els quals es trobaven l'alcalde de la localitat i un jove de 16 anys.

#### Zamora
A la fossa de Faramontanos de Tábara, província de Zamora, oberta a principis del mes d'octubre de 2008, en la localitat de van ser sepultades 12 persones, 6 homes i 6 dones naturals de la localitat lleonesa de Valderas, assassinats l'any 1936 quan tornaven de fer uns exàmens per a unes oposicions de magisteri realitzades en Lleó.

### Castella-la Manxa

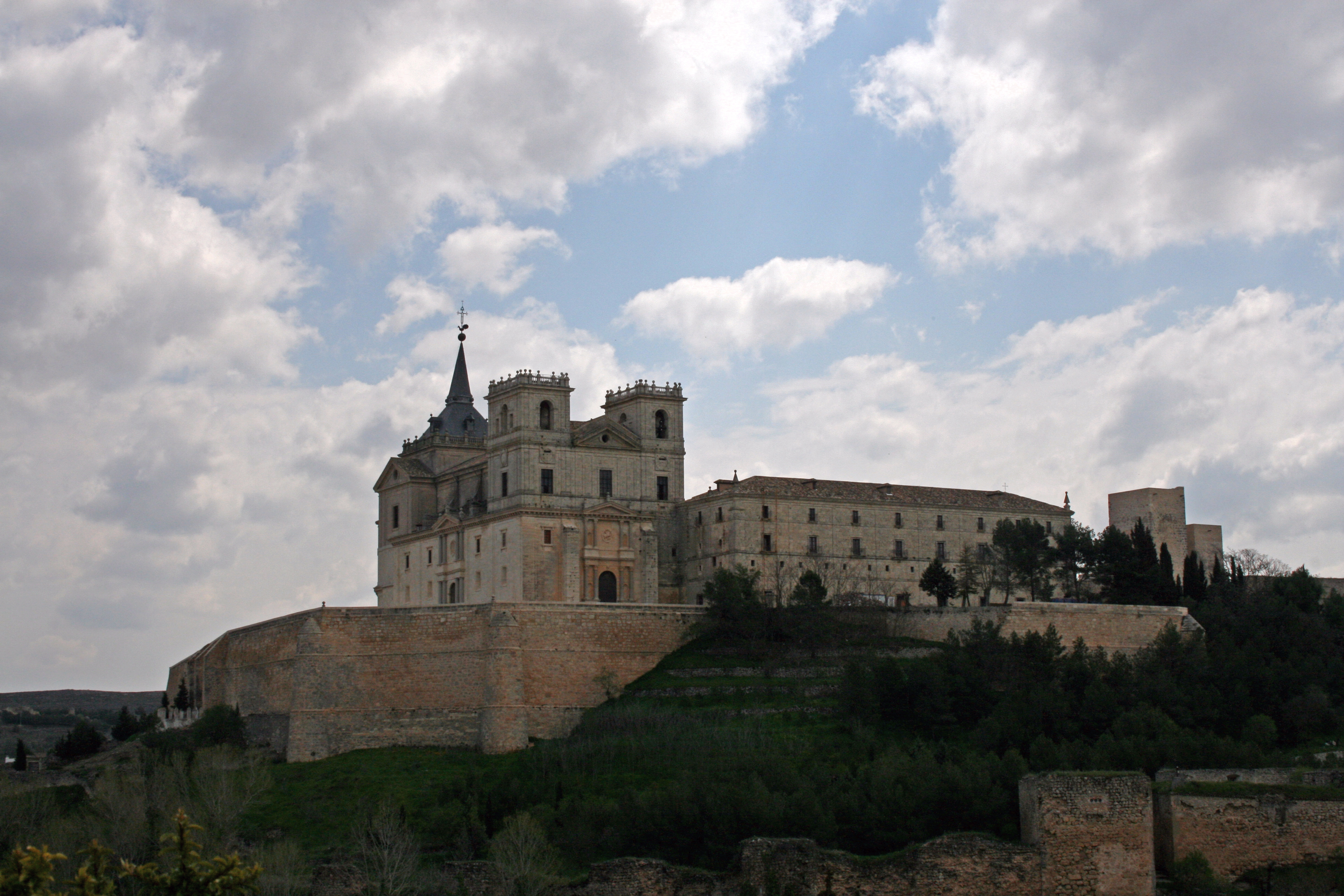
Al Monestir d'Uclés, a la província de Conca, convertit en presó després de la guerra, es va assassinar 297 persones, trobades en una fossa comuna pròxima juntament amb soldats republicans.

S'estima que existeixen unes 8.000 persones soterrades en fosses comunes a tota la comunitat. A la província de Conca, al terme municipal d'Uclés, es treballa sobre les restes de 500 persones entre les quals es troben ancians i xiquets. A Almansa, Albacete, es va exhumar el 2004, amb ajuda de la Universitat d'Alacant, una fossa amb 107 persones assassinades el 1939. En la localitat toledana de Talavera de la Reina, on es va desencadenar una feroç repressió després de la batalla de 1936, existeix una fossa comuna amb unes 500 persones. A Guadalajara es trobaren i identificaren les restes d'un cas on la petició es realitzà des de l'Argentina.

### Catalunya
Segons dades de la Generalitat de Catalunya, a Catalunya existeixen 179 fosses comunes, de les quals 15 pertanyen a personal civil i la resta a militars. Els cementeris municipals de les quatre capitals de província tenen fosses comunes de represaliats pel franquisme. A Barcelona es calculen uns 4.000 cadàvers i 800 en dues fosses de Lleida. També es creu que abunden sobretot a les zones rurals i al Pirineu.

### Extremadura
L'ARMHEX (Associació per a la Recuperació de la Memòria Històrica d'Extremadura) ha presentat la documentació de 9.283 extremenys desapareguts, dels quals 7.603 pertanyen a la província de Badajoz. Es calcula que realment poden ser uns 12.000 incloent els no registrats.

#### Badajoz
A aquesta província es va desenvolupar la major repressió de tota la guerra. Només durant la massacre de Badajoz l'associació estima que es van registrar 4.000 assassinats, la majoria dels quals van ser cremats i soterrats en fosses comunes al costat del cementeri de San Juan. Només a la comarca de Tentudía s'han localitzat 400 fosses, a més de la de Mèrida, considerada la més gran de la comunitat amb entre 2.500 i 4.000 persones.

### Galícia
Es calcula que uns 5.000 gallecs van ser represaliats durant i després de la Guerra Civil. Segons els experts, existeixen fosses comunes a Ferrol (La Corunya) i Ponteareas (on han aparegut dues), Tui i Vigo (on es calcula que pot haver-hi unes 2.500 persones soterrades), a la província de Pontevedra.

### Comunitat de Madrid
Unes 3.000 persones resten a fosses comunes en la Comunitat de Madrid, represaliades pel franquisme. Encara no s'ha autoritzat l'exhumació de cap d'elles. La primera pot ser una situada al terme de La Serna del Monte, on es troben les restes de diversos veïns de la localitat, assassinats per falangistes.

### Navarra

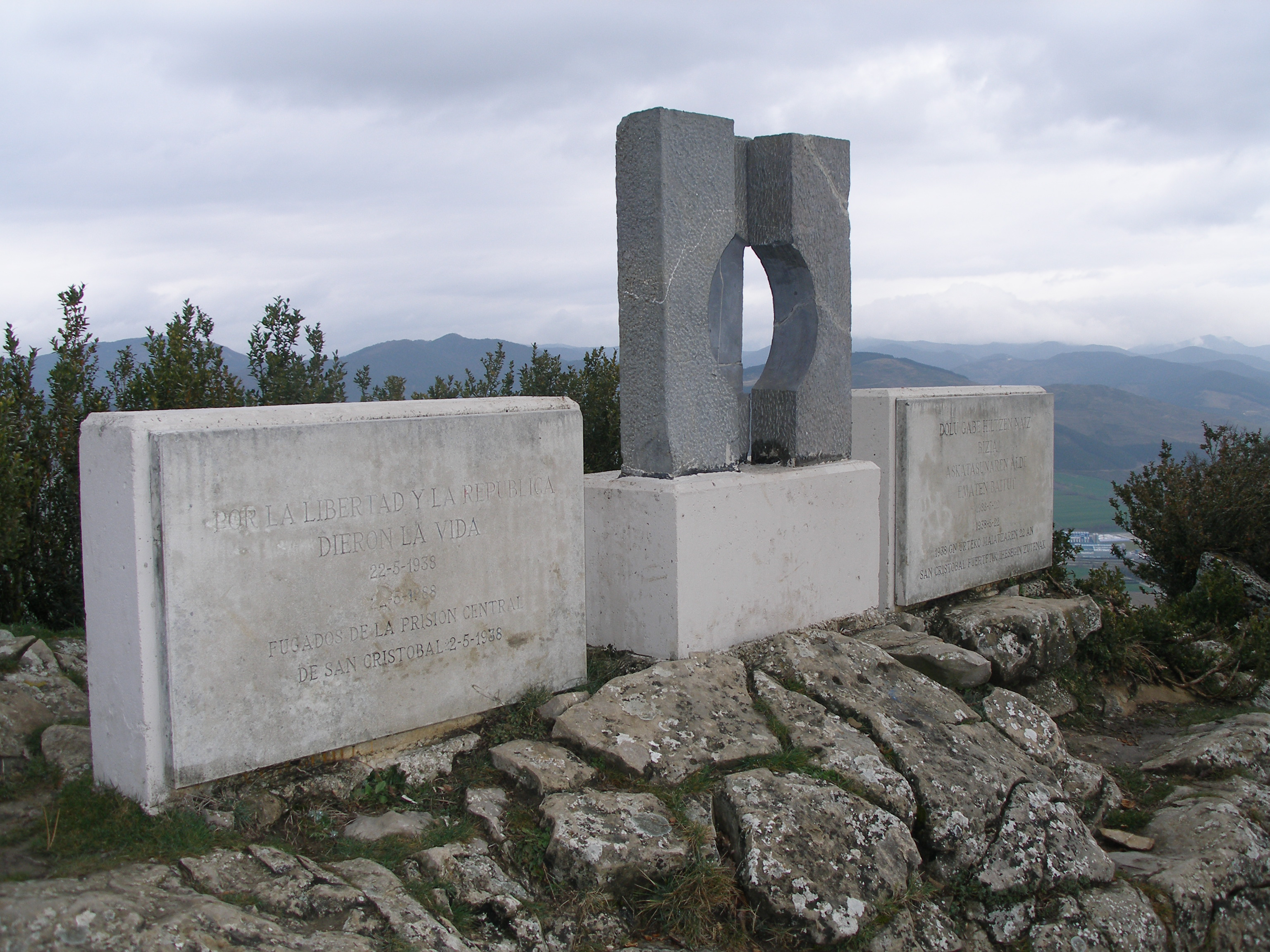
Monument en homenatge als escapolits del Fort de San Cristóbal, al costat de Pamplona, on es troba la major fossa de Navarra

L'historiador José María Jimeno Jurío havia referenciat la possibilitat de l'existència de la fossa comuna del Fort de San Cristóbal, prop de Pamplona. Aquesta fortalesa va ser utilitzada com a penal des de 1934 fins a 1945, arribant a albergar 2.000 presos, morint en el seu interior uns 300 "per malaltia", 225 en un intent de fugida, i 200 "desapareguts", a més d'un nombre indeterminat sense documentar. Des de 2007, l'Associació de Familiars d'Afusellats de Navarra i la Societat d'Estudis Aranzadi van començar l'exhumació de cossos. Dels 131 trobats fins a octubre de 2008, quan el jutge Baltasar Garzón va ordenar la continuació dels treballs en la fossa, la majoria no han sigut identificats. A Navarra van ser afusellades 3.200 persones.

### País Basc
Les xifres que es manegen en el País Basc són d'uns 5.000 desapareguts, però es creu que la majoria han estat sepultats fora de la comunitat. L'agost de 2007 es va localitzar en les proximitats d'Oiartzun, Guipúscoa una fossa amb les restes d'uns 100 afusellats durant la guerra. A aquests cal sumar els aproximadament 200 documentats a Hernani.

### País Valencià
Al País Valencià és on millor documentades es troben les víctimes de la repressió. La majoria es troben enterrades a fosses comunes al costat dels cementeris de cada localitat. A la província de València s'estima que unes 25.000 persones van ser executades, trobant-se la major concentració en fosses del cementeri de València. A Paterna uns 3.000 individus van ser assassinats. A la província de Castelló, es va afusellar 1.250 persones, 900 en la capital i la resta principalment a Borriana, Vinaròs i Morella. A Alacant, la fossa comuna de majors dimensions es trobava al cementeri d'Elx, unes 100 persones, però amb les seves obres d'ampliació es va frustrar la seua investigació.

## Exhumacions previstes
Les següents fosses de les quals es té constància, i que es pretén localitzar i excavar són:
- Fossa de La Andaya, al terme municipal de Lerma (Burgos), on s'espera trobar les restes de 30 persones assassinades en 1936, inclosos els de l'alcalde d'Aranda de Duero.[38] En aquest mateix paratge ja s'han recuperat 56 cossos.
- Fossa de Dehesas, a la localitat de Dehesas, al municipi de Ponferrada.
- Fossa de La Palma, a La Palma del Condado, província de Huelva.